# I full galopp
I full galopp (originaltitel Hot to Trot) är en amerikansk komedifilm från 1988. 

## Om filmen
I full galopp regisserades av Michael Dinner och hade Bobcat Goldthwait och Dabney Coleman i huvudrollerna. Filmen nominerades till det tvivelaktiga priset Golden Raspberry Awards i fem olika klasser, bland annat sämsta film.

## Rollista (urval)
- Bobcat Goldthwait - Fred P. Chaney
- Dabney Coleman - Walter Sawyer
- John Candy - Don (röst)
- Virginia Madsen - Allison Rowe
- Cindy Pickett - Victoria Peyton
- Jim Metzler - Boyd Osborne
- Tim Kazurinsky - Leonard